# オーパス (企業)
オーパス株式会社（英:OPUS Co., Ltd.）は、東京都渋谷区代々木にある、OA機器や通信端末など情報通信機器の工事・保守サービスを手がけている企業である。かつては情報通信機器の開発・製造・販売などを行っていた。

## 概要
1918年に東京市本所区石原町に発足した渡辺製作所（1948年に法人化し、神田通信工業株式会社として設立）を前身とし、1971年、神田通信工業から独立する形で、株式会社ケーイーエスとして設立。2006年にレカムの傘下に入り、その後、2008年10月、レカム（同日付でレカムホールディングスに改称）との共同新設分割により、一部事業を新設会社のレカム（旧レカムの事業を譲受）に継承した上で、社名を株式会社アスモに変更した。
2006年からウィルコム向けPHSの製造・開発も手がけていたが、2009年9月30日よりネットインデックス（現・ネクス）に移管された。
2013年9月に情報通信機器製造事業を三洋化成製作所へ譲渡、工事・保守サービスに業態を変更。同年10月1日、社名をオーパス株式会社に変更した。

## 沿革
- 1971年（昭和46年）5月12日 - 神田通信工業から独立し、株式会社ケーイーエス設立。
- 1974年（昭和49年） - 本社を東京都品川区に移転。
- 2003年（平成15年） - 本社を東京都千代田区に移転。
- 2006年（平成18年） - 神田通信工業のネットワーク事業部門を継承した上で、レカムの完全子会社となる。本社を東京都中央区に移転。ウィルコム向けPHS音声端末「9(nine)」を生産。
- 2008年（平成20年） - レカムグループの再編により、NTT商品販売部門を新設会社のレカムに継承した上で、社名を株式会社アスモに変更。
- 2009年（平成21年） - 本社を東京都港区に移転。モバイル事業をネットインデックス（現・ネクス）に譲渡。
- 2012年（平成24年） - 本社を東京都千代田区に移転。
- 2013年（平成25年） - 製造事業を三洋化成製作所に譲渡し撤退。社名をオーパス株式会社に変更。

## かつての製品

### ウィルコム
- WS009KE

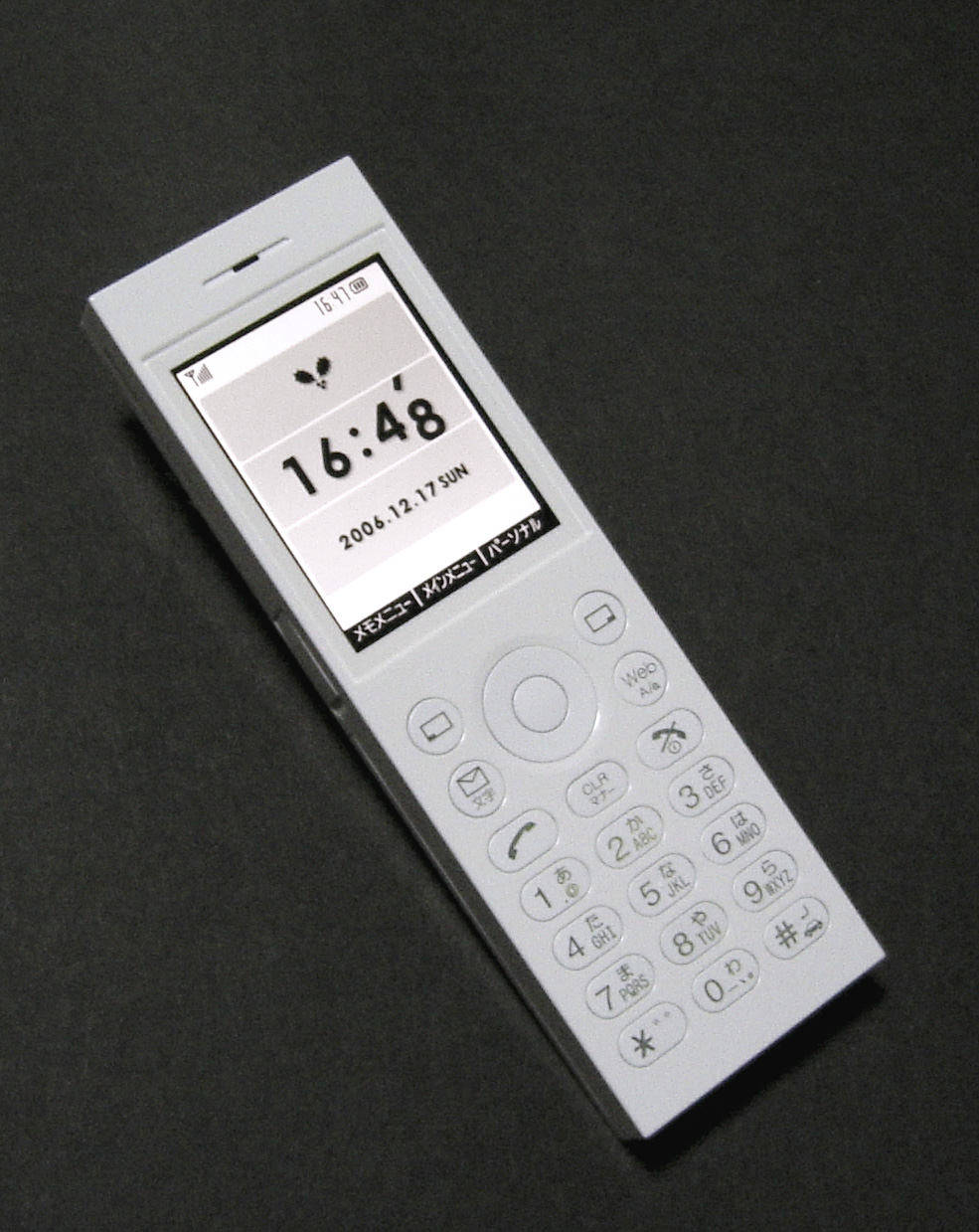
ウィルコムPHS「9」

- WS018KE

### anoa
- AI-900